# Ciarán Kilduff
Pour les articles homonymes, voir Ciaran.
Ciarán Kilduff est un footballeur irlandais, né le 29 septembre 1988 évoluant au poste d'attaquant dans différents clubs du championnat d'irlande. Sa carrière de joueur terminée, il devient entraîneur. Il mène Athlone Town Ladies à son premier titre de championnes d'Irlande en 2024.

## Biographie
Ciarán Kilduff commence son apprentissage du football dans la ligue de football scolaire du comté de Kildare en jouant pour les clubs de Clane Boys et Kilcock Celtic avant de signer pour le club de Maynooth Town qui dispute la Brenfer League. De Maynooth, Ciarán Kilduff est recruté par le grand club dublinois des Shamrock Rovers où il intègre l’équipe des moins de 16 ans .
Kilduff se taille une belle réputation au sein du club après une prolifique saison parmi les moins de 21 ans au cours de laquelle il marque plus de 20 buts. Il gagne ainsi sa place parmi l’équipe première en mai 2007. Il dispute alors son premier match en senior lors d’une rencontre au Brandywell Stadium contre Derry City FC. Il fait cette année-là trois apparitions en équipe première des Rovers.
En plus du football, Ciarán Kilduff joue aussi pour l’équipe de football en salle des Shamrock Rovers. Il remporte le titre de champion d’Irlande des moins de 21 ans ,.

## Palmarès

### Comme joueur
- Championnat d'Irlande
  - Shamrock Rovers : 2011
  - Dundalk FC : 2015 et 2016

### Comme entraîneur
- Championnat d'Irlande féminin
  - Athlone Town Ladies : 2024
- Coupe d'Irlande féminine
  - Athlone Town Ladies : 2023